# Estridentismo
El estridentismo fue un movimiento artístico mexicano de vanguardia que inició en diciembre de 1921 en la Ciudad de México, tras el lanzamiento del manifiesto Actual Nº1 por el poeta veracruzano Manuel Maples Arce.
A lo largo de la experiencia estridentista (1921-1927) se sumaron artistas como Arqueles Vela, Germán List Arzubide, Germán Cueto, Fermín Revueltas, Ramón Alva de la Canal, Luis Quintanilla del Valle "Kyn Taniya" y Leopoldo Méndez, quienes constituyeron el núcleo del grupo. A estos nombres se pueden sumar otros que contribuyeron al movimiento: Tina Modotti, Lola Cueto, Adela Sequeyro Haro, Carmen Mondragón (Nahui Olin), Nellie Campobello, Armando Zegrí, Humberto Rivas Panedas, Xavier Icaza y Jean Charlot. 

## Antecedentes. RevistaHorizonte.
El Estridentismo emergió de una sociedad con nuevas ideas derivadas de la Revolución industrial, que había traído como consecuencias cambios en la cotidianidad y que afectó en los rubros relacionados con el espacio de opinión y el estilo de vida. Estas transformaciones de vida fueron difundidas por medios impresos, principalmente revistas ilustradas; éstas eran las encargadas de difundir la idea del "progreso".
Los medios impresos fueron un soporte para puntualizar los rezagos y los grandes problemas sociales que se vivían en esa época. Las revistas funcionaron para una buena circulación de imágenes y construcción de representaciones socioculturales, cumplieron la función del hilo conductor del devenir histórico en los campos cultural y artístico. La tecnología permitió que la iconografía avanzara sobre las artes plásticas, permitiendo que la modernidad se comenzara a llenar de referentes visuales.
La revista Horizonte sintetiza y materializa la búsqueda de los postulados e ideales del grupo estridentista. En su origen estaba una explícita afiliación al avant-garde, con la publicación de la hoja volante Actual –que, como parte de una estrategia común en el know-how vanguardista, apareció en un espacio público con el interés de acaparar la atención-, y posteriormente con diversas publicaciones, como la revista Irradiador, y colaboraciones en la sección “Diorama estridentista” del Universal Ilustrado.
Horizonte fue la revista en la que más se reflejaba el contexto histórico-social en el que se desarrolló dicha vanguardia en México. Dentro de ella podía encontrarse las inquietudes y el punto de interés hacia donde estaba enfocada la opinión pública.
El movimiento estridentista logró establecerse gracias a que sus personajes principales fueron ocupantes de cargos públicos. Manuel Maples Arce, por ejemplo, fue secretario de Gobierno del estado de Veracruz, cuando fue gobernador el general Heriberto Jara. De este modo, los estridentistas se establecieron como una entidad oficial que formaba parte de un gobierno y en virtud de ello pudieron acceder a un aparato que facilitara la creación de productos culturales capaces de llegar a un estrato mayor de la opinión pública.
La aparición de Horizonte estuvo marcada cuando el Estridentismo quiso volverse una institución. La revista fue uno de los productos que surgieron a partir de la revolución mexicana, esto fue un acontecimiento generacional que planteó la modificación de los esquemas fundamentales del proyecto del Porfiriato.
El país entró en una etapa de autodescubrimiento y se abrió a una diversidad que no se pudo tener durante la dictadura en aras de la homogeneización. Fue un choque cultural que fue un problema serio para el gobierno mexicano. La solución fue crear un gobierno donde se representara el triunfo de la revolución, iniciando así un plan de salvación y sanamiento de México. Gracias a esto renació la Secretaría de Educación Pública, con Vasconcelos como rector, además de que surge la Escuela Mexicana de Pintura, lo que daría paso al Muralismo mexicano. 
La llegada de Horizonte fue significativa, puesto que, entre tantas publicaciones posrevolucionarias, resaltó por su contenido progesista. Así pues, partiendo de que era un producto natural de la atmósfera a la que pertenecieron sus creadores, es factible aplicar a esta revista el concepto "generación" acuñado por Pedro Salinas en su estudio sobre la Generación del 98:

La obra de un artista dentro de un movimiento de generación, por importante que sea, no es más que una fase, uno de los ingredientes que entran en la composición total del complejo histórico. El artista puede muy bien no percibir por lo inserto que se encuentra dentro de su obra, la profunda relación de coetaneidad espiritual con aquellos que trabajan a su lado
Salinas, Pedro

La fusión entre el estridentismo y la ideología revolucionaria se logró una vez que el colectivo se sintió seguro en la opinión pública. Surgió entonces lo que Adolfo Sánchez Vázquez nombró el binomio “vanguardia-revolución”.
Horizonte se editó en abril de 1926 a mayo de 1927 en la ciudad de Xalapa. El diseño editorial estuvo a cargo de Ramón Alva de la Canal y Leopoldo Méndez. Aparecieron diez números, con un tiraje de entre ocho mil y diez mil ejemplares. La revista dejó de circular entre diciembre de 1926 y marzo de 1927.E

## Actual. Manifiesto estridentista
El estridentismo incluyó bailarinas, poetas, ensayistas, dramaturgos, pintores, dibujantes, fotógrafos, grabadores y músicos, por lo que se le considera un movimiento multidisciplinario..  
En 1921, Manuel Maples Arce irrumpió con la hoja volante Actual número 1. En esta hoja constituye un llamado a los intelectuales y artistas mexicanos a constituir una sociedad artística con el fin de testimoniar la transformación del mundo. Actual lleva como subtítulo “Hoja de vanguardia. Comprimido estridentista de Manuel Maples Arce”; lo constituye un prólogo, catorce puntos y una fotografía primer plano del autor. Actual número 1 inicia el gesto más atrevido y escandaloso de la literatura moderna, puesto que pretendía destruir a los patriarcas de la literatura nacional.
Se creía que Actual número 1era una secuencia bastarda del futurismo de Marinetti, pero Maples Arce rechaza la idea del "futuro" como un concepto histórico en el arte.
En su segunda publicación, Actual número 2, incluye poemas de Pedro Echeverría, el primer intelectual que acudió al llamado de Maples Arce.
A partir de Actual número 3, la última de estas hojas volantes aparecida en el mes de julio, se comienza a advertir un espíritu de homogeneidad vanguardista y es a partir de aquí donde la crítica comienza a tomar en serio los postulados de la nueva generación intelectual.
El 15 de julio aparece el primer libro de vanguardia escrito y publicado por un mexicano y publicado en México: Andamios interiores de Manuel Maples Arce, obra que inaugura en este país una nueva temática, con una visión y un lenguaje moderno y vanguardista que nunca antes se había visto en las letras nacionales.
Desde finales de 1922 ya puede comenzar a hablarse del estridentismo como un grupo, conformándose no sólo en teoría estéticas, sino también en un plano social y político.  
Germán List Arzubide se adhiere al movimiento en Puebla como director de la revista Ser, que constaba de publicaciones de interés regional, pero con tendencias de renovación literaria. 
El segundo Manifiesto Estridentista aparece el 1° de enero de 1923 en la ciudad de Puebla.
En los últimos días del mes de noviembre, se da a conocer el libro Esquina, de German List Arzubide. Esta fue la primera obra editada por “Ediciones del Movimiento Estridentista” cuya portada fue hecha por Jean Charlot.

## Desarrollo del movimiento
Al desaparecer Actual y después El Irradiador, los estridentistas se quedaron sin difusión. En este esfuerzo por difundir la estética del grupo, el sábado 12 de abril se inauguró en El Café de Nadie la primera exposición estridentista. Este evento consistió en lectura de poesía hecha por Manuel Maples Arce, Germán List Arzubide, Salvador Gallardo, Humberto Rivas, Luis Ordaz Rocha y Miguel Aguillón Guzmán. Se exhibieron cuadros de Fermín Revueltas, Leopoldo Méndez, Jean Charlot, Ramón Alva de la Canal, Xavier Guerrero y Máximo Pacheco. Germán Cueto presentó algunas máscaras de los principales pintores del movimiento y Guillermo Ruiz presentó algunas esculturas cubistas. 
Urbe, tercer libro de Maples Arce y segundo de poesía fue publicado en la Editorial de Andrés Botas. 
En 1925, los principales estridentistas se establecen en Xalapa (que será rebautizada y proyectada en sus obras como Estridentópolis), donde realizan una gran labor editorial, cultural y educativa, colaborando en la fundación de la Universidad Veracruzana, bajo los auspicios del gobernador de Veracruz Heriberto Jara, hasta que éste fue depuesto, por el gobierno federal, debido a su apoyo a la defensa de los derechos de los obreros frente a las compañías petroleras estadounidenses y británicas, en la cuestión de la explotación petrolera. Así, al verse privado de su protector, el grupo estridentista se disolvió en 1927. Cada uno continuó produciendo obras por separado, y es así como encontramos autores produciendo aún en los años 1980 y años 1990.
Los estridentistas daban las expresiones de la cultura popular y de masas del México en el año 1920, lo mismo que asimilan influencias de otras vanguardias como el futurismo, el cubismo y el dadaísmo. Su eclecticismo los llevó a procurar una simbiosis original entre todas las tendencias de la vanguardia, además de desarrollar una dimensión actualista y social, derivada de la Revolución mexicana. Junto con los Contemporáneos, representan el impulso de renovación estética y cultural hacia una literatura moderna y cosmopolita. Entre sus revistas se cuentan Ser (1922), Irradiador (1923), y Horizonte (1926-1927).
Uno de sus miembros más destacados, List Arzubide, lo describe así: "El estridentismo se llamó así por el ruido que levantó a su derredor. ¿Qué fue lo conseguido? Sacudir el ambiente. Si no se admiten dioses literarios, fue nuestra irreverencia la que los arrojó de los altares". Este tono, aunque necesario, era insuficiente: sus límites estaban ahí donde perdía su efectividad como sorpresa, como excepcionalidad; había, dice Schneider, "de buscar apoyo en el orden social como justificación del quehacer artístico", había de volver los ojos al pueblo y hacia él dirigirse y, si era preciso, educarlo. Más adelante otros grupos, desprendidos del arrebato estridentista, harán suya la idea y en sus postulados habrá un sustento pedagógico. La solicitud estridentista para transformar a la poesía, por otro lado, no se perdía en los manifiestos, encontraba su equilibrio con la publicación de poemarios como el de Maples Arce, Andamios interiores, de 1922, o novelas como la de Arqueles Vela, La señorita etcétera, de 1923.
1922 a 1923 tuvo el cargo de director junto con Eduardo Ortíz de Montellano en la revista Falange cuyos propósitos principales eran reunir a todos lo escritos mexicanos y ser un enlace entre las diversas culturas.13 Más tarde colaboró en la revista Ulises (1927-1928) y de 1928 a 1931 fue el editor de la revista Contemporáneos.1415 Durante su periodo de secretario en Madrid (1929 a 1931), formó parte de la Revista de Occidente gracias a la intervención del Benjamín Jarnés quien perteneció a los escritores de la generación del 27 con los cuales Torres Bodet se relacionó estrechamente.12 Su obra poética siguió floreciendo y ya para la década de 1960 había publicado quince libros de poesía.7 La obra poética de juventud (1916-1930) de Torres Bodet se caracterizó sobre todo por tener un marcado anacronismo ya que la estructura era muy simétrica y clásica para la época. Sin embargo, de 1930 a su muerte en 1971 su obra poética se vuelve vigente ya que mezcla recursos propios de la época y sus ya conocido anacronismo.
A mediados de 1927 John Dos Passos conoció a Maples Arce en Xalapa y de esta amistad nació la traducción en inglés de Urbe, con el título de Metropolis editado por The T.S. Book Company of New York en julio de 1929. Este libro es importante históricamente porque fue el primer libro de poesía de un mexicano traducido al inglés y también por ser el primer libro de toda la vanguardia de la lengua española.
Urbe tuvo una importancia notable en la literatura mexicana y se cataloga como uno de los libros más sobresalientes del año.
Los próximos meses son críticos para el estridentismo por la salida del D.F con destino a Xalapa, Veracruz, en 1925, lo que resulta en una momentánea paralización de las actividades. Momentánea porque ya establecidos en la capital de Veracruz se vuelven a manifestar incluso con una labor más planificada por el apoyo del gobernante en turno Heriberto Jara.
El estridentismo tuvo una gran cantidad de actividades en Xalapa: actos culturales, exposiciones, creación de la revista Horizonte, la más importante que tuvo el movimiento y ediciones de obras de ficción, políticas y de divulgación. De esta manera Xalapa dejó de llamarse así para pasar a ser Estridentópolis.

## La estructura Estridentópolis
En 1925, Maples, recién graduado de la Escuela Libre de Derecho, regresó a Veracruz para trabajar en Xalapa como juez de primera instancia donde al año siguiente lo nombrarían secretario general de gobierno. Él invitó a Xalapa al escritor y periodista List Arzurbide, seguido de los pintores Alva de la Canal y Leopoldo Méndez. Ellos formaron el núcleo de la agrupación, mientras que los escritores Arqueles Vela, Enrique Barreiro Tablada, Eduardo Colín y el escultor Germán Cueto también participaron. En Xalapa se les unieron Xavier Icaza, Ignacio Millán y Miguel Aguillón Guzmán.

## Cronología
- 1921: En diciembre el poeta Manuel Maples Arce lanza el manifiesto Actual Nº1. Comprimido estridentista de Manuel Maples Arce en la Ciudad de México.

- 1923: Maples Arce y List Arzubide redactan y lanzan el segundo manifiesto en Ciudad de México, el 30 de diciembre.

- 1924: el 12 de abril se realiza en el "Café de Nadie" la primera exposición estridentista, en una conjunción de literatura, música y artes plásticas a la que asisten artistas vanguardistas de diversas partes del mundo, durante su estancia en México.

- 1925: la policía asalta el Café de Nadie.[cita requerida] Una parte del núcleo estridentista emigra a Xalapa, otros partirán a París, a Nueva York y a otras partes de México y del mundo. En la ciudad de Zacatecas es lanzado el Manifiesto Estridentista Nº3.

- 1926: el Congreso Nacional de Estudiantes, reunido en Ciudad Victoria, saluda al Movimiento Estridentista y su Manifiesto Nº4. Chubasco estridentista, último del movimiento.

- 1927: con la caída del gobernador Heriberto Jara, los estridentistas se ven obligados a abandonar Veracruz. El grupo se disgrega.

- 1929-1930: un grupo de estridentistas se encuentra en París y participa en las actividades del grupo Cercle Et Carre.

- 1930: Leopoldo Méndez y Germán List Arzubide viajan a los Estados Unidos.

- 1932: Germán Cueto y Arqueles Vela regresan a la ciudad de México desde París.

- 1936: los participantes del núcleo estridentista realizan una obra dedicada al bando republicano en la Guerra Civil Española. Este mismo año realizan acciones reivindicativas de las propuestas teatrales pedagógicas de Antonin Artaud, quien debate en un congreso sobre el tema.

## Difusión
Hubo movimientos locales adheridos al estridentismo:
- El grupo estridentista de la ciudad de México, que contaba al iniciador Manuel Maples Arce y a Arqueles Vela, atrajo desde Puebla a Germán List Arzubide, Miguel Aguillón Guzmán y Salvador Gallardo, donde editaban las revistas, Ser, Vincit y Azulejos.

- El grupo estridentista de Veracruz: es prácticamente el anterior emigrado, con algunas adiciones como Miguel Aguillón Guzmán, Enrique Barreiro Tablada, Mario Ronzón Rivera y José Luis Díaz Castillas. Editó la revista Horizonte. Germán List Arzubide y Leopoldo Méndez lanzarían la revista Norte.

- Estridentistas en Guadalajara.

- Los sideristas de Sinaloa.

- El grupo estridentista de Guatemala, que planeó la publicación de la revista Etcétera, contando en sus filas a David Vela (hermano de Arqueles Vela) y Miguel Ángel Asturias, entre otros.

- El Café de Nadie fue el primer centro de reunión de los estridentistas -en la avenida Jalisco, (hoy Álvaro Obregón, en la Colonia Roma de la ciudad de México-, donde se realizó en 1924 una exposición colectiva de pintura grabado y dibujo, así como la interpretación de música estridentista.

- Publicación de la revista Horizonte dirigida por List Arzubide, donde participaron artistas de la talla de José Clemente Orozco y Rufino Tamayo.

## Artistas
Siguiendo esta corriente se encontraban artistas interdisciplinarios y algunos que trabajaban en un solo campo del arte.
- Artistas multidisciplinarios: Germán Cueto, Luis Quintanilla, Jean Charlot, Luis Ordaz Rocha.

- Poetas: Manuel Maples Arce, Germán List Arzubide, Salvador Gallardo, Humberto Rivas.

- Prosistas y periodistas: Arqueles Vela, Carlos Noriega Hope, Xavier Icaza, Luis Marín Loya, Febronio Ortega, Armando Zegrí.

- Artistas visuales: Ramón Alva de la Canal, Leopoldo Méndez, Fermín Revueltas, Jean Charlot, Fernando Leal, Guillermo Ruiz, Emilio Amero.

- Fotógrafos: Tina Modotti, Edward Weston.

## Repercusión
Desde los años 20 se pueden encontrar múltiples artistas, grupos y movimientos influidos por el Estridentismo. A partir de los años 30 hay escritores y poetas que, con un acento más social, se ven imbuidos de los experimentos estridentistas, marcas que continuarán hasta hoy en día, vía la influencia de las actitudes estridentistas, la influencia de su estética y de sus posturas políticas.
Entre los grupos que pueden considerarse herederos del Estridentismo se pueden incluir a suuAuuu y Motor.
En la última parte de los años 80s del siglo XX existió un grupo de rock de la Ciudad de México llamado “Café de Nadie”, que combinaba textos estridentistas y música rock.